# Шкаторина

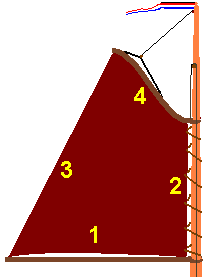
Шкаторини гафельного вітрила: 1 — нижня, 2 — передня, 3 — задня, 4 — верхня

Шкато́рина (від нід. schoothorn — «кут вітрила») — елемент вітрила, його крайка, обшита для міцності ліктросом. Залежно від форми, вітрило може мати від трьох до п'яти шкаторин.
У прямих вітрил шкаторин чотири: верхня, нижня і дві бічні. У косих трикутних вітрил виділяють передню, задню і нижню шкаторини, у косих чотирикутних — передню, задню, верхню і нижню шкаторини. Передня шкаторина в кліверів і задня шкаторина інших трикутних вітрил може також називатися ко́сою. Ще одне позначення передньої шкаторини трикутних вітрил — стояча, а задньої — шкотова. Якщо нижня шкаторина косого вітрила не кріпиться до гіка, вона може також називатися «борідкою».
Прямі, латинські і гафельні вітрила кріпляться до реї (гафеля) верхньою шкаториною. Нижньою шкаториною кріпляться до гіка бермудські вітрила і деякі гафельні (останні можуть мати і вільну нижню шкаторину).
Для підтягання бокових шкаторин прямих вітрил застосовують гордені, для підтягання задньої шкаторини гафельних вітрил — гітови. Для переміщення (занесення до носа) шкаторин вітрил при зміні курсу відносно вітру застосовують буліні.